# Активатор (генетика)
Активатор — фактор транскрипції, який регулює один або більше генів, збільшуючи швидкість транскрипції. Активатори зазвичай збільшують транскрипцію завдяки наявності в ньому домену, що допомагає в утворення голоферменту (активного комплексу) РНК-полімерази. Цю дію, замість влесного домену, призначеного для цієї цілі, багато активаторів виконують за допомогою одного або більшого числа допоможніх білків — коактиваторів.